# Mistrzostwa Świata w Gimnastyce Akrobatycznej 2008
Mistrzostwa Świata w Gimnastyce Akrobatycznej 2008 odbyły się w Glasgow (Wielka Brytania) w dniach od 10 do 12 października 2008. Była to 21. edycja mistrzostw.

## Tabela medalowa
| Miejsce | Państwo           | Złoto | Srebro | Brąz | Razem |
| ------- | ----------------- | ----- | ------ | ---- | ----- |
| 1       | Rosja             | 3     | 3      | 1    | 7     |
| 2       | Białoruś          | 1     | 0      | 1    | 2     |
| 3       | Ukraina           | 1     | 0      | 0    | 1     |
| 4       | Belgia            | 0     | 1      | 0    | 1     |
| 4       | Chiny             | 0     | 1      | 0    | 1     |
| 4       | Stany Zjednoczone | 0     | 1      | 0    | 1     |
| 7       | Wielka Brytania   | 0     | 0      | 2    | 2     |
| Razem   | Razem             | 5     | 6      | 4    | 15    |

## Medaliści
| Konkurencja:     | Złoto:                                                                            | Srebro:                                                                    | Brąz:                                                                              |  |
|                  |                                                                                   |                                                                            |                                                                                    |  |
| dwójki mężczyzn  | Mikoła Czerbak Serhij Popow                                                       | Konstantin Pilipczuk Aleksiej Dudczenko                                    | Mark Fyson Edward Upcott                                                           |  |
| czwórki mężczyzn | Rosja · Denis Czerewatow · Anton Danczenko · Maksim Czułkow · Teymuraz Gurgenidze | Chiny · Zhao Yuchao · Han Yuliang · Fang Sheng · Xue Wangxin               | Wielka Brytania · Adam Mcassey · Adam Buckingham · Alexander Uttley · Samuel Sturt |  |
| dwójki kobiet    | Alina Juszko Kaciaryna Muraszko                                                   | Florence Henrist Tastana de Vos                                            | Rauszania Chakimowa Alena Ploskowa                                                 |  |
| trójki kobiet    | Rosja · Tamara Turłaczewa · Irina Borzowa · Tatiana Baranowskaja                  | Rosja · Anastazja Czistiakowa · Jekaterina Strojnowa · Jekaterina Łoginowa | Białoruś · Maria Girut · Tatiana Motuz · Alina Starewicz                           |  |
| dwójki mieszane  | Olga Swiridowa Stanisław Babarykin                                                | Kristin Alen Michael Rodrigues Anastazja Gorbatiuk Aleksandr Barleben      | –                                                                                  |  |

## Strony zewnętrzne
- Dokumentacja mistrzostw. glasgow2008.sportcentric.com. [zarchiwizowane z tego adresu (2012-02-11)].
- Wyniki. glasgow2008.sportcentric.com. [zarchiwizowane z tego adresu (2008-10-14)].